# شیرعلی‌آباد
شیرعلی آباد، روستایی است از توابع بخش مرکزی شهرستان گرگان در استان گلستان ایران.
نامگذاری شیرعلی آباد بر پایه نام «شیرعلی شیرخان (شیخ ویسی)» فرزند یوسف انجام گرفته بود.اکثر اقوام این روستا سیستانی و از طائفه شیخ ویسی میباشند

## جمعیت
این روستا در دهستان انجیرآب قرار داشته و براساس سرشماری سال ۱۳۸۵ جمعیت آن ۴۳۹ نفر (۱۱۰ خانوار) بوده است.